# بشيرة بن مراد
بشيرة بن مراد: (ولدت سنة 1913-وتوفيت يوم 4 ماي/أيار1993). هي رائدة الحركة النسائية في تونس. ولدت بتربة الباي بالعاصمة التونسية في عائلة أرستقراطيّة عريقة في العلم والدين. إذ كان جدها الشيخ أحمد بن مراد مفتيا حنفيا، وكان والدها الشيخ محمد الصالح بن مراد شيخ الإسلام الحنفي.

## تكوينها
تلقت بشيرة بن مراد تعليمها على أيدي عدد من مشائخ جامع الزيتونة، ومن بينهم جدها نفسه، بالإضافة إلى جانب آخرين ومن بينهم محمد مناشو الذي علمها الإنشاء والكتابة، وفرج عباس، ومحمد بوذينة. وقد حفظت جانبا من القرآن الكريم وتعلمت العربية، كما حفظت كثيرا من الشعر العربي. وهو ما مكنها من الكتابة الصحفية والخطابة في المحافل النسائية وحتى المختلطة.

## حياتها المدنية
تزوجت بشيرة بن مراد سنة 1929 من الشيخ صالح الزهار (المتوفى سنة 1952)، وكان يعمل في سلك العدول. وقد شجعها على القيام بنشاطها الوطني والنسائي. ولكنها لم تنجب منه أبناء.

## في الاتحاد النسائي
رفعت بشيرة بن مراد صوتها وكشفت عن وجهها ورفعت العلم وجابت الشّوارع لتقود المظاهرات وبرزت إلى جانب أختها نجيبة وعدد من نساء الأرستقراطية التونسية في الأعمال الخيرية. ثم ذهبت إلى الأقصى لتكسّر كلّ القيود. في ديسمبر 1936 كانت من بين عدد من النساء اللاتي أسسن أول جمعيّة تونسية للدّفاع عن المرأة التونسيّة المسلمة وحثّها على المطالبة بحقوقها هي الاتحاد النسائي الإسلامي التونسي، تقدمت بشيرة بن مراد رفقة ثلة من النساء المؤسسات مثل توحيدة بالشيخ وبدرة بن مصطفى ونعيمة داود ونبيهة بن ميلاد بمطلب للاعتراف بالجمعية سنة 1938 وبقيت تنشط رغم أنها لم تحصل على التأشيرة إلا سنة 1951.
لقد اقترن اسم بشيرة بن مراد بالاتحاد النسائي الإسلامي التونسي، والملفت أنها وجدت تشجيعا من والدها الذي كان منذ بضع سنوات فقط من أبرز معارضي الطاهر الحداد رائد تحرير المرأة في تونس.

## بقلمها
ساهمت بشيرة بن مراد بالكتابة الصحفية في عدد من الدوريات من بينها مجلة المسرح (1937) ومجلة والدها «شمس الإسلام» (1938) وقد تناولت مواضيع تهم المرأة أساسا.
من بين أقوالها: «ليس في الحياة المنزلية ما ينقص مقام المرأة ولا ما يحط من شرفها ولا مما يصح أن يقال فيه: إنها مظلومة الجانب مهضومة الحق، لأن تقسيم الأعمال بين الجنسين ضروري... يجب على المرأة أن تضرب بسهم في الحياة فلا بد من تربيتها تربية دينية صالحة لتكون مستعدة لحمل الأمانة التي قضى الله عليها بحملها وحفظها». ولا شك أن هذا الخطاب يعكس نظرة محافظة تعكس ولا شك تأثر بشيرة بن مراد بمحيطها العائلي.
ومن بين ما دعت إليه بشيرة بن مراد التعليم، وفي هذا المعنى كتبت سنة 1938 ما يلي: "المرأة التونسية تطورت وسمت أفكارها وصارت تراقب سير الأمور وهي تستحسن وتستهجن وتمدح وتذم وتفهم حالة البلاد من كل نواحيها. تشارك في المجتمعات الخيرية والاجتماعية العلمية. وإني لمسرورة بكل ذلك. وقد أسمع أحيانا بعض ما يقلقني، مثل الإعراض عن الزواج ونحو ذلك.
وإني أدعو قومنا للعمل بجد وكدّ في سبيل العلم والمعرفة وتأسيس المدارس ونشر التعليم وإزالة العقبات عن وجه الفتاة التونسية وترك الأحاديث والتشمير عن ساعد الجد في سبيل العمل المفيد" (جريدة تونس الفتاة، 20 نوفمبر 1938).
بعد الاستقلال استبعدت بشيرة بن مراد عن المساهمة الفعلية في العمل النسائي بسبب غضب رئيس الجمهورية الحبيب بورقيبة منها سنة 1953 إثر خطاب ألقته في معهد كارنو بتونس دعت فيه إلى المساواة المطلقة في الحقوق السياسيّة بين المرأة والرّجل في وقت كانت فيه تونس على أبواب الاستقلال. بورقيبة لم يرق له هذا الخطاب وقتها لأنه يعتبر أنّ وقت المساواة في الحقوق السياسيّة لم يحن بعد.